# Kasugai
Kasugai (Japans: 春日井市, Kasugai-shi) is een stad in de Japanse prefectuur Aichi. Bij de volkstelling van 2020 had Kasugai 308.681 inwoners op een oppervlakte van 92,8 km². De stad grenst in het zuiden aan de stad Nagoya en is onderdeel van de metropool Chukyo.
Kasugai profileert zich als "stad van de kalligrafie" naar aanleiding van de geboorte van de kalligraaf Tofu Ono (894-966) in deze stad.

## Geschiedenis
Kasugai werd op 1 juni 1943 een stad (shi) na samenvoeging van de gemeente Kachigawa (勝川町, Kachigawa-chō) en de dorpen Toriimatsu (鳥居松村, Toriimatsu-mura), Shinogi (篠木村, Shinogi-mura) en Takaki (鷹来村, Takaki-mura).
Op 1 januari 1958 werden de gemeentes Sakashita (坂下町, Sakashita-chō) en Kozoji (蔵寺町, Kōzōji-chō) bij Kasugai gevoegd.
Op 1 april 2001 kreeg Kasugai de status van speciale stad.

## Verkeer
Een gedeelte van de Luchthaven Nagoya is in de stad gelegen, het andere gedeelte van dit vliegveld ligt op grond van de stad Komaki.
Kasugai ligt aan de Chuo-hoofdlijn van de Central Japan Railway Company en aan de Komaki-lijn van Meitetsu (Nagoya Spoorwegmaatschappij).
Kasugai ligt aan de Tomei-autosnelweg, de Higashi-Meihan-autosnelweg, de Chuo-autosnelweg en aan de nationale autowegen 19, 155 en 302.

## Bezienswaardigheden
- Kasugai City Tofu Memorial Museum, een museum ter herinnering aan Tofu Ono.
- Botanisch festival (Shokubutu-en matsuri) wordt eind april/begin mei gevierd in de botanische tuin van Kasugai.
- Ogita Bo No Te, een festival bij de Ogitaschrijn in de eerste helft van oktober.
- Akiba vuurfestival; midden december wordt bij de Akibaschrijn over gloeiende kolen gelopen.
- Utsutsuschrijn en tuin zijn cultureel erfgoed van stad respectievelijk de prefectuur.
- Futagoyama Kofun, een prehistorische grafheuvel.
- De tahoto (pagode) van de Mitsuzoin-tempel, cultureel erfgoed.

## Geboren in Kasugai
- Ono no Michikaze (小野の道風, Ono no Michikaze), kalligraaf, bekend geworden onder de naam Tofu Ono, uit de Heianperiode
- Eiji Okuda (奥田瑛二, Okuda Eiji), acteur en regisseur van films
- Asahiyutaka Katsuteru (旭豊 勝照, Asahiyutaka Katsuteru), sumoworstelaar
- Ichiro Suzuki (鈴木 一朗, Suzuki Ichirō), honkballer
- Kousei Amano (天野 浩成, Amano Kōsei), acteur
- Sho Ito (伊藤 翔, Ito Sho), voetballer

## Stedenbanden
Kasugai heeft een stedenband met
- Kelowna, Canada, sinds 1981.

## Aangrenzende steden
- Inuyama
- Komaki
- Nagoya
- Seto
- Tajimi